# Cactus (写真機材ブランド)
Cactus（カクタス）は、香港の企業「Harvest One」が展開した、かつて存在したスチルカメラ用照明機材ブランド。
日本ではイメージビジョン株式会社が総代理店となっている。

## 概要
送信機一台でカメラメーカーを問わず使用可能な電波式フラッシュトリガーを始めとする、様々なライティング機材の製造・販売で知られた。
2023年をもって現行機材の製造終了がアナウンスされ、本国ブランドサイトが削除された。日本国内向けの正規取り扱い製品については、イメージビジョンにて部品修理や可能な限りのファームアップ対応を受け付けるとしている。

## 主な製品
- ワイヤレスフラッシュトリガー・V4 - ロッド型アンテナを備えた送信機と受信機とに分かれ、受信機側のホットシューに接続したクリップオンフラッシュを無線発光できる（シンクロケーブルでの有線接続にも対応）。最大16チャンネルの発光制御に対応。

- V5 - 一台で送信機と受信機の役割を果たし、本体に送信側と受信側の切り替えスイッチを備える。受信側に設定したトリガーにクリップオンフラッシュを取り付けて使用する。最大4グループのグループ発光に対応。

- V6 - 2014年9月発売[2]。2.4GHz帯の電波を利用するフラッシュトリガー。一台で送受信に対応する。本体に各グループ（A～D）の発光／発光停止を別々で行なえる制御ボタンや、液晶の情報パネルを装備。上面にTTLパススルー対応のホットシューを備える。日本国内正規販売品は技適マークを取得。大きな特徴として、本機一台で複数カメラメーカーのTTL発光やハイスピードシンクロに対応する。これは多くの他社製ワイヤレスフラッシュトリガーが、製品としては共通仕様でもA社製カメラにはA社対応トリガー、B社製カメラにはB社対応トリガーをそれぞれ用意する必要があったところ、本機は接続したカメラのメーカーに対応したファームウェアを自動的に読み込み、カメラを乗り換えてもトリガーはそのまま使用する事が出来た[3]。またあらかじめ各カメラメーカー製クリップオンフラッシュ用プロファイルが内蔵されており、対応するフラッシュが受信側に接続されるとワイヤレスで出力制御を行う事が出来る[4]。ファームウェアはユーザーレベルでWindowsまたはMAC用のファームアッププログラムを通じて香港Cactus Imageのサーバ上からダウンロードし、USBケーブル経由で直接ファームアップデートを行えた。

- RF60 - 2014年4月発売[5]。最大GN56（ISO100）のクリップオンフラッシュ。ヘッド部分は右180°、左90°、上90°可動する。V6と組み合わせると外付け受信機なしでワイヤレス制御が可能。また本機単体でもマスター機能を備え、V6同様にスレーブ側フラッシュのワイヤレス制御が可能。のちにV6と共にファームアップにて、V6との組み合わせでハイスピードシンクロに対応した。このクリップオンフラッシュ単体では一般的なマニュアル制御フラッシュと同等であり、オンカメラではTTL発光やハイスピードシンクロは利用出来ない（後継機であるRF60Xも同様）。

- V6Ⅱ - 2016年8月発売[6]。クリップオンフラッシュRF60Xとの組み合わせにより[7]、シャッタースピード1/8000秒までのハイスピードシンクロに対応（前モデルでは1/1000秒まで）。またクリップオンフラッシュ側がハイスピードシンクロに対応していれば、富士フイルム製ハイスピードシンクロ非対応のカメラでもハイスピードシンクロが使用出来る強制ハイスピードシンクロ機能『Forced HSS』や、ハイスピードシンクロ時に発光出力をアップする『Power Sync』を搭載。後に、他メーカー製ストロボとの組み合わせでもTTL発光やハイスピードシンクロに対応するファームウェア『X-TTL（クロスブランドTTL）』が公開された[8]。ソニー製デジタルカメラ（マルチインターフェースシュー装備）用はV6Ⅱs（2016年9月発売）。

- RF60X - 2016年12月発売[7]。RF60の改良版。前述の通り、V6Ⅱとの組み合わせによりハイスピードシンクロに対応。前モデルよりもリサイクルタイムを改善した。後にV6Ⅱ共々ファームアップにより、最低出力が1/128→1/256に改良された。

- EP-1 - RF60シリーズ用外部バッテリーパック。単3電池8本使用。
- CB-60  - 付属のボーエンスマウントアダプタを取り付けて使用する、60✕60cmサイズのソフトボックス。折り畳んでから丸めると、Φ25cmほどに小さくなる。のちに内面反射素材をシルバーとしたCB-60Sと、そのホワイト版のCB-60Wが発売。この2モデルにはグリッドが付属。

- 折りたたみアンブレラ - トランスルーセント式のC-451、シルバータイプのC-452、ホワイトタイプのC-453を用意。44.5インチ（113cm）の大型サイズながら、二段折りたたみ式機構により長さ46cmとコンパクトに収納できる。

2018年に電波式ワイヤレスモノライト・RQ250を同年夏に発売予定としていたが、のちに開発中止がアナウンスされた。

## 受賞
- デジタルカメラグランプリ2018 - 金賞（RF60X、V6II）[11]
- デジタルカメラグランプリ2018 SUMMER - 金賞（RF60X、V6II）[12]
- デジタルカメラグランプリ2019 SUMMER - 金賞（RF60X、V6II）[13]